# Julbön
En julbön är en gudstjänst på julaftons eftermiddag. Julbönens utformning kan variera men huvuddelen brukar bestå av sång, läsning av julevangeliet och predikan, dessutom förekommer på många håll även julspel. Tillsammans med julnattsmässan har julbönen popularitet ökat i Svenska kyrkan.